# Giovanni Battista Piccioli
Giovanni Battista Piccioli (ur. 10 lipca 1957 w Erbusco) – włoski duchowny rzymskokatolicki działający w Ekwadorze, w latach 2014–2022 biskup pomocniczy Guayaquil, biskup diecezjalny Daule (nominat) w 2022, zrezygnował z urzędu przed objęciem diecezji.

## Życiorys
Święcenia prezbiteratu przyjął 12 czerwca 1982. Przez pewien czas pracował w parafiach diecezji Brescia, a następnie podjął pracę duszpasterską w Ekwadorze. Był także wykładowcą seminarium duchownego w Portoviejo.
26 października 2013 został mianowany biskupem pomocniczym Guayaquil ze stolicą tytularną Patara. Sakry biskupiej udzielił mu 8 lutego 2014 abp Antonio Arregui Yarza.
2 lutego 2022 papież Franciszek mianował go pierwszym biskupem ordynariuszem nowo powstałej diecezji Daule. 17 marca 2022, jeszcze przed kanonicznym objęciem diecezji, papież Franciszek przyjął jego rezygnację z urzędu biskupa diecezjalnego Daule.